# Луција Полавдер
Луција Полавдер (словен. Lucija Polavder; Гриже, Жалец, 15. децембар 1984) словеначка је џудисткиња. 
Чланица је Џудо клуба Санкаку из Цеља. На Олимпијским играма 2008. у Пекингу освојила је бронзану медаљу, другу медаљу за Словенију на Олимпијским играма у џудоу након бронзе Уршке Жолнир четири године раније. На Светском првенству 2007. у Рио де Жанеиру освојила је сребрну медаљу. Европска првакиња била је два пута, 2010. у Бечу и 2013. у Будимпешти. На Европским првенствима освојила је још једну сребрну и пет бронзаних медаља. Првакиња Медитеранских игара била је 2009. у Пескари и 2013. у Мерсину.